# Julian Dean
Julian Dean (født 28. januar 1975) er en newzealandsk tidligere professionel cykelrytter.